# Azuki-chan
Azuki-chan (あずきちゃん Azuki-chan?) es un manga creado por Chika Kimura y Yasushi Akimoto. Fue publicado por la revista Nakayoshi, de la editorial japonesa Kōdansha, en el año 1994 hasta 1997. Con un total de 5 volúmenes. Con el éxito del manga se propulsó la idea de convertir la serie en formato Anime, creada en 1995 producida por Madhouse, NHK y Total Vision. Con una base de 25 minutos por capítulo hasta llegar a los 117 capítulos. El 23 de diciembre de 1995, se hizo una película de Azuki-chan dedicado al día de San Valentín, fue estrenada en Japón.
El género de la serie es el de 'drama-romance' dentro de la rama del Shōjo y narra la historia de una joven de primaria llamada Azusa Noyama, que se enamora de su compañero de clase Yunosuke Ogasawara (Mike en la traducción española). En España el anime ha sido emitido en cadenas autonómicas, también ha sido doblado en catalán.

## Sinopsis
Azusa Noyama (Azaka Litle en la traducción española) es una niña de 12 años que cursa quinto grado de primaria, pero todos la conocen como Azuki-Chan apodo que no le gusta. Yunosuke Ogasawara, un nuevo estudiante, le pregunta sobre su apodo, diciendo que le gusta. Azuki se enamora de él y empiezan a salir juntos. Comparten un diario, y se convierten en novio y novia.

## Personajes
- Azuki (Azaka en la traducción española)

Está enamorada de Yunosuke el nuevo de la clase, al comienzo ella rivaliza con Lisa ya que ambas les gusta el mismo chico, con el transcurso de la serie se convierten en anienemigas, tiene tres mejores amigas Beth, Caty y Jin, a veces no tolera a su hermano Daizu (Billy) porque habla demasiado, incluyendo las travesuras que hacen Ken y Joy. 
- Kaoru (Beth en la traducción española)

Una de las mejores amigas de Azuki, se conocen desde siempre. Está enamorada de Ken Koda desde que un día de lluvia le prestara un paraguas para que no se empapara. Al comienzo de la serie parece que su amor no es correspondido, lo que hace que dude de si en verdad quiere o no a Ken, pero en esos momentos es cuando Ken le demuestra que la quiere (preocupándose por ella, visitándola, dejándole caer que le importa, etc.). Al final de la serie emitida se puede decir que Kaoru y Ken son pareja oficialmente.
- Tomo (Jennifer "Jin" en la traducción española)

Esta muchacha es la delegada de la clase de Azuki. Es una chica responsable y cumplidora, y aunque al principio no conoce a Azuki se convierte en otra de sus mejores amigas. Está enamorada de Makoto, y se le ocurre la idea de formar un club junto con Azuki y Kaoru, las KTK (algo así como un club de amigas para hablar sobre sus amoríos). Makoto no se complica y se deja llevar en esta relación, para él si piensan por él mejor. A Tomo le pone de los nervios Yoko, porque Makoto babea por ella, lo que hace que se la lleven los diablos.
- Jidama (Caty en la traducción española)

Otra de las mejores amigas de Azuki, se conocen también desde siempre. Es el estereotipo de niña "marimacho". Dice que no está interesada en los chicos y que solo son una distracción y una pérdida de tiempo. Está muy unida a su abuela, y siempre la está citando. No "traga" a Ken Koda y siempre está en peleas con él, porque a este le encanta levantarle las faldas a las niñas (en especial a Azuki). Siempre está echándole en cara a Kaoru que no entiende cómo le puede gustar alguien así, consiguiendo que Kaoru se mosquee.
- Ken Koda (Ken en la traducción española)

Uno de los traviesos de la serie, mejor amigo de Yunosuke junto con Makoto y pesadilla de Azuki. Está enamorado de esta aunque no lo admite públicamente (siempre que está con Azuki se pone bravucón y nervioso). Le gusta el béisbol, se pasa todo el día jugando a este deporte. A lo largo de la serie conoce al hermano pequeño de Azuki (Billy en la versión española), y se convierte en una especie de hermano mayor para él. Kaoru está enamorada de él, y al principio no queda claro si es correspondida, pero más adelante se ve que sí. 
- Makoto (Joy en la traducción española)

El segundo travieso de la serie, mejor amigo de Yunosuke junto con Ken y generalmente ignorado por todos. Desde el comienzo de la serie está enamorado de Yoko, pero está claro que esta no está interesada en él. Tomo está enamorada de él, lo que a él le viene de perlas, no se complica la vida. Le encanta NO HACER NADA, y si hace algo generalmente son trastadas junto con Ken. Hacen una pareja muy cómica.
- Yoko (Lisa en la traducción española)

La niña adinerada y repelente de la serie. Desde que llega Yunosuke quiere ser su novia, por lo que no duda en pisarle la cabeza a Azuki (en sentido figurado) para conseguir su propósito. De todas formas Yunosuke no suele hacerle caso. Los demás chicos de la clase babean por ella, especialmente Ken y Makoto. A lo largo de la serie se ve cómo le va evolucionando el carácter y se convierte en una persona más o menos decente, no duda en apoyar a Azuki y decirle que vaya tras Yunosuke.
- Daisu (Billy en la traducción española)

El hermano pequeño de Azuki. Es un niño inquieto que habla mucho más de la cuenta cuando se trata de yunosuke y otras cosas, es amigo de ken, ambos conspiran en algunas travesuras en la serie, también siente admiración por yoko por su belleza.    
- Sr. Tago (Señor Chan en la traducción española)

El profesor de la clase de Azuki, es un personaje cómico. Siempre está con un tira y afloja con Ken y con Makoto (¡especialmente con Ken!). Sus padres trabajan en el campo, y en uno de los episodios los chicos piensan que iba a abandonar su carrera docente para volver al campo para ayudar a sus padres, pero al final todo resulta un susto y no lo hace.